# Crenilabium birmani
Crenilabium birmani is een slakkensoort uit de familie van de Acteonidae. De wetenschappelijke naam van de soort is voor het eerst geldig gepubliceerd in 2006 door Simone.